# Paro (dystrykt)

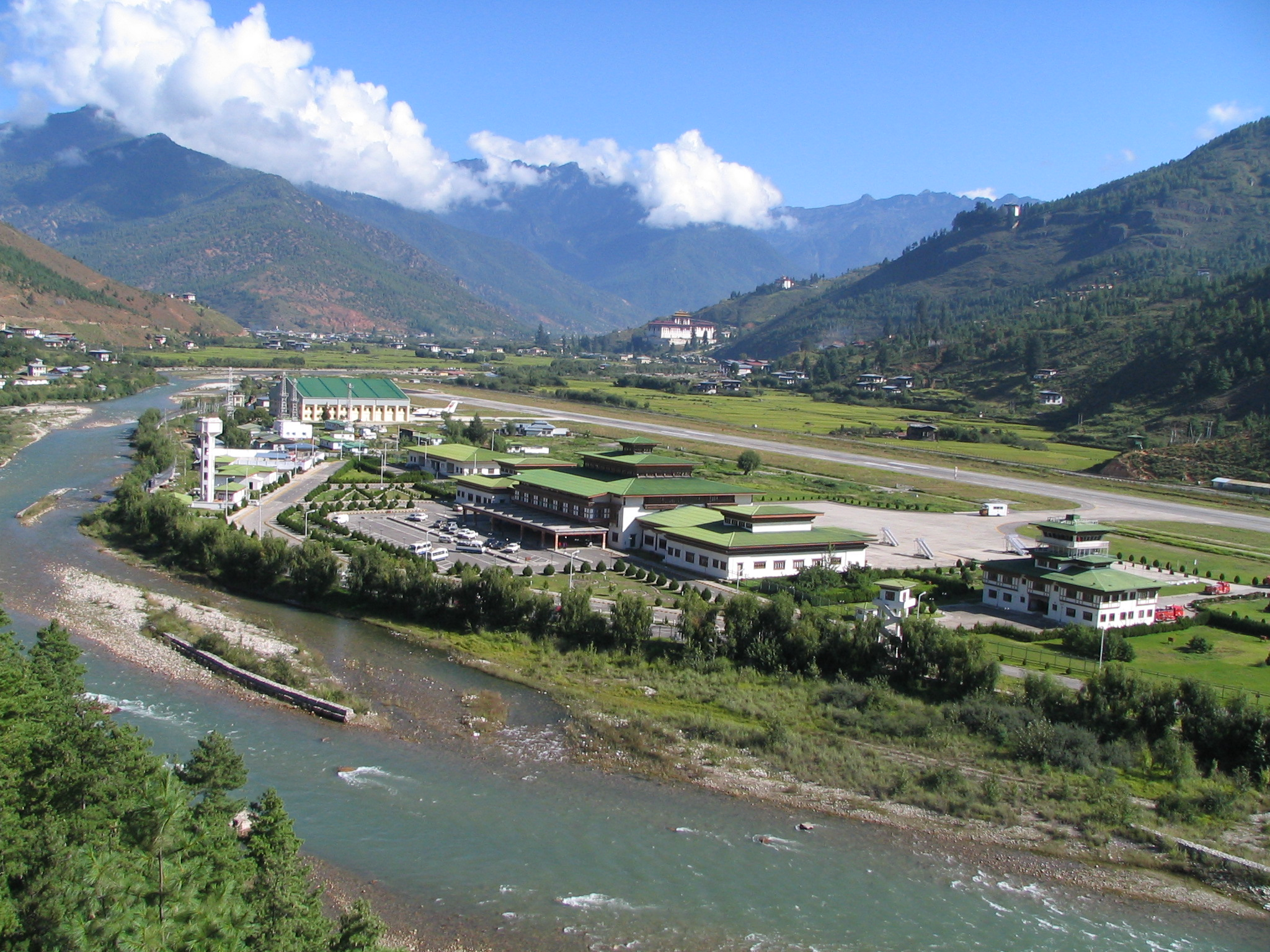
Paro – lotnisko

Paro (dżong. སྤ་རོ་རྫོང་ཁག་) – jeden z 20 dzongkhagów w Bhutanie. Znajduje się w zachodniej części kraju, liczy około 46 tys. mieszkańców i obejmuje 1.693 km². Stolicą dystryktu jest Paro. Dystrykt podzielony jest na rejony (gewog): Doga Gewog, Dopshari Gewog, Doteng Gewog, Hungrel Gewog, Lamgong Gewog, Lungnyi Gewog, Naja Gewog, Shapa Gewog, Tsento Gewog, Wangchang Gewog.